# Garlopa mecánica

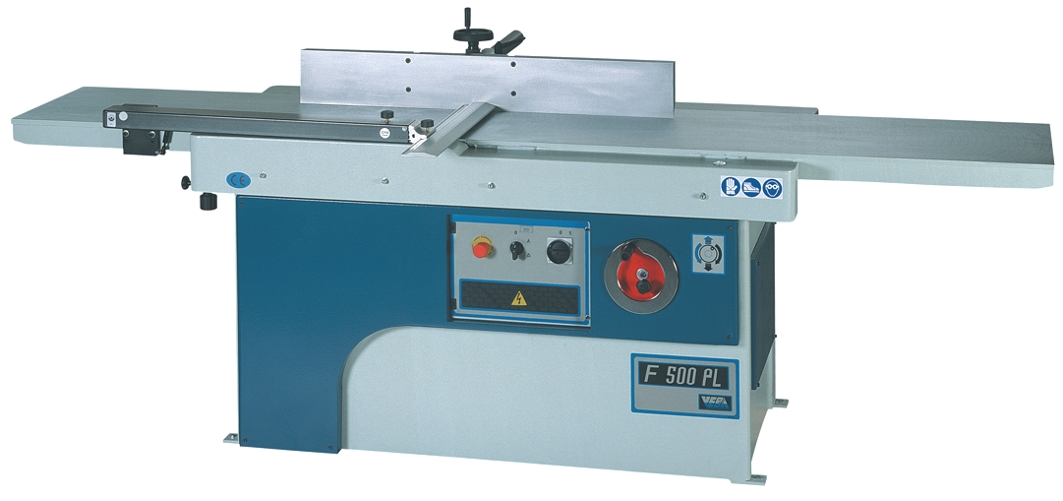
Cepillo a hilo para trabajar madera.

Garlopa o cepillo mecánico es una máquina de carpintería que se utiliza para cepillar y hacer rebajes, y para rectificar listones o tirantes de madera.

## Tipos
Existen básicamente dos tipos de garlopa mecánica:

### Garlopa de banco (industrial)
- La que está incluida dentro de una máquina a la que se denomina combinada, que por lo general cuenta con las funciones de escuadrar (llevar a ángulos precisos distinto tipo de materiales).
- El tupí, lo que produce las llamadas molduras (acabados en aristas y planos) por medio de un complemento de metal o acero rápido, que gira a una velocidad mucho mayor que el resto de componentes por medio de un sistema de poleas multiplicadoras.

Otro dispositivo que ejecuta funciones dentro de una máquina combinada es el barreno, que sirve tanto en la confección de cajeado o vaciado de soportes de madera para el montaje de bisagras, cerraduras, etc.
Por último, una función que comparte la garlopa es el cepillo o regruesadora, que está situado en la parte inferior del plano de la garlopa y sirve para ejecutar medidas precisas en listones y/o tirantes de madera. Lo que utilizan tanto la garlopa como el cepillo es el muñeco (eje de metal que soporta tres o más cuchillas).

### Garlopa portátil (profesional)
Es una garlopa manual, con el detalle mecánico. Esta herramienta se utiliza para tareas de ajustes, terminaciones y rebajes.